# رنه کلمان
رنه کلمان (فرانسوی: René Clément‎; زاده ۱۸ مارس ۱۹۱۳ – درگذشته ۱۷ مارس ۱۹۹۶) کارگردان و فیلم‌نامه‌نویس اهل فرانسه بود.

## فیلمشناسی
- دیوارهای مالاپاگا (۱۹۴۹)
- بازی‌های ممنوعه (۱۹۵۲)
- ظهر بنفش (۱۹۶۰)
- شادی زندگی (۱۹۶۱)

## جوایز
- جایزه شیر طلایی
- جایزه اسکار بهترین فیلم غیر انگلیسی‌زبان (۱۹۵۰، ۱۹۵۲)
- جایزه بهترین کارگردان جشنواره فیلم کن
- سزار افتخاری